# Судна для перевезення стисненого природного газу

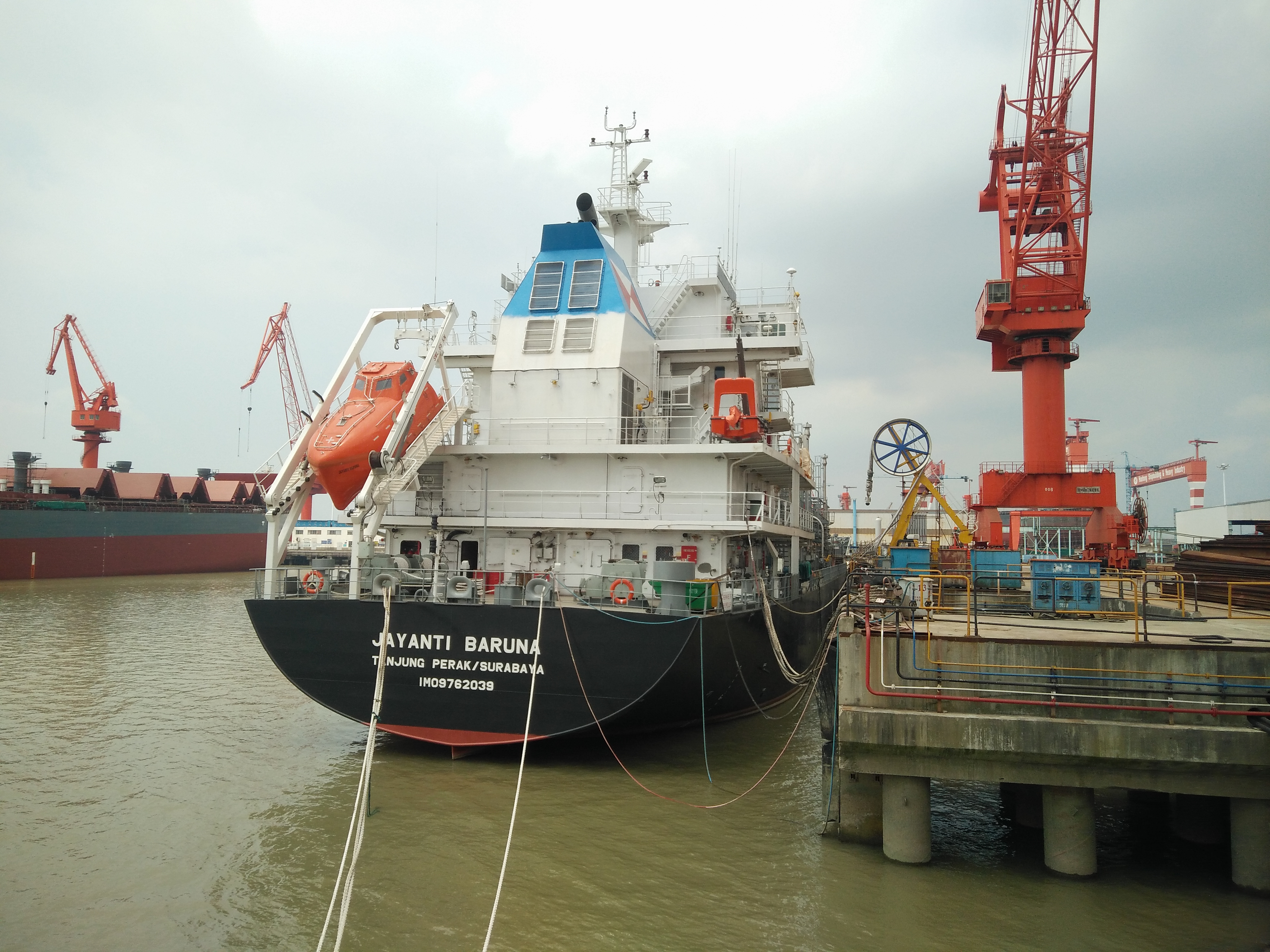
Jayanti Baruna - CNG Cargo Carrier, Indonesia

Судна для перевезення стисненого природного газу (CNG) — це судна, призначені для транспортування природного газу під високим тиском.

## Загальний опис
Технологія транспортування СПГ покладається на високий тиск, зазвичай понад 250 бар (2900 фунтів на квадратний дюйм), для збільшення щільності газу, але він все ще в 2,4 рази менший, ніж у СПГ (426 кг/м3). Перевізники СПГ можуть знайти своє місце на одному рівні з добре відпрацьованою технологією перевезення скрапленого природного газу на перевізниках СПГ, оскільки це економно для морських перевезень на середні відстані. Більшу частину енергії, спожитої для наддуву газу, можна відновити у вигляді електроенергії за допомогою турбодетандера під час доставки СПГ у внутрішню трубопровідну мережу на пристані/гавані розвантаження. CNG-транспортери також є альтернативним рішенням для підводних трубопроводів, оскільки вони мають менш складні функції швидкого завантаження та розвантаження.

## Країни-бенефіціари
- Японія, Південна Корея, Філіппіни та Тайвань можуть імпортувати CNG з Росії та Папуа-Нової Гвінеї
- Індія може імпортувати CNG з Катару, Ірану, Ямену, Оману, М'янми, Ізраїлю (через Червоне море) та Мозамбіку
- Ізраїль може експортувати СПГ у всі країни, що мають узбережжя Середземного та Чорного моря, включаючи Західну Європу та Індію.
- Сполучені Штати можуть експортувати CNG до Західної Європи, Куби, Гренландії та Ісландії.
- Туркменістан і Казахстан можуть експортувати СПГ до Західної Європи через Туреччину, Вірменію, Азербайджан і Каспійське море. Також Росія може експортувати СПГ до Західної Європи через Чорне та Середземне моря.